# T-Coffee
| QS-Informatik | Dieser Artikel wurde wegen inhaltlicher Mängel auf der Qualitätssicherungsseite der Redaktion Informatik eingetragen. Dies geschieht, um die Qualität der Artikel aus dem Themengebiet Informatik auf ein akzeptables Niveau zu bringen. Hilf mit, die inhaltlichen Mängel dieses Artikels zu beseitigen, und beteilige dich an der Diskussion! (+) |

T-Coffee (Tree-based Consistency Objective Function For alignment Evaluation) ist ein Programm aus dem Bereich der Bioinformatik. Es dient zum Erstellen eines Multiplen Sequenzalignments. Das Programm verfolgt dabei einen progressiven Ansatz. Es generiert eine Sammlung von paarweisen Alignments, die das Multiple Sequenzalignment führen. Außerdem kann es vorherberechnete Alignments kombinieren, sowie Struktur-Informationen aus PDB-Dateien verwenden (3D-Coffee). Es beinhaltet Features um die Qualität von Alignments zu evaluieren und eine gewisse Fähigkeit zur Identifikation von Motiven (Mocca). Standardmäßig werden Alignments im aln-Format (Clustal) ausgegeben, aber es können auch verschiedene weitere Formate verwendet werden, wie PIR, MSF und FASTA. Die häufigsten Eingabeformate (FASTA, PIR) werden ebenfalls unterstützt.

## Vergleich zu anderen Alignment Programmen
Obwohl das Standardausgabeformat ClustalW ähnlich ist, gibt es ausreichend Unterschiede zum ClustalW/X Format, so dass viele Programme, die das Clustal Format unterstützen, es nicht verwenden können. Das Original ClustalW Format kann mit Hilfe der Option „-output=clustalw_aln“ ausgegeben werden.
Ein wichtiges Merkmal von T-Coffee ist dessen Fähigkeit, verschiedene Methoden und Datentypen zu kombinieren. In der aktuellen Version kann T-Coffee Strukturen und Sequenzen von Proteinen als auch von RNAs kombinieren. Es kann außerdem die Ausgabe von verschiedenen häufig verwendeten Sequenz- und Strukturalignmentprogrammen zu einem einzigen Alignment kombinieren.
T-Coffee enthält weiterhin ein Reformatierungswerkzeug „seq_reformat“. Eine ausführliche Dokumentation ist auf der T-Coffee Webseite erhältlich. Ebenfalls vorhanden ist ein Tutorial.

## Variationen

### M-Coffee
M-Coffee ist ein spezieller Modus von T-Coffee, der es ermöglicht, die Ausgabe verschiedener Multiple-Sequence-Alignment-Pakete (Muscle, ClustalW, Mafft, ProbCons etc.) zu kombinieren. Die resultierenden Alignments sind etwas besser als die einzelnen. Wichtiger ist jedoch, dass das Programm die Regionen im Alignment markiert, in denen die verschiedenen Einzelprogramme übereinstimmen. Regionen mit einer hohen Übereinstimmung sind im Allgemeinen besser aliniert.

### Expresso und 3D-Coffee
Diese speziellen Modi von T-Coffee ermöglichen das Verbinden von Sequenz und Struktur in einem Alignment. Die strukturbasierten Alignments können mit Hilfe von den gebräuchlichsten Struktur-Alignment-Programmen (z. B. TMalign, Mustang und sap) erstellt werden.

### R-Coffee
R-Coffee ist ein spezieller Modus von T-Coffee, der es ermöglicht, RNA Sequenzen unter Benutzung von Sekundärstrukturen zu alignieren.